# أندرياس سيغيسموند مارغراف
أندرياس سيغيسموند مارغراف (بالألمانية: Andreas Sigismund Marggraf) هو عالم كيمياء ألماني عاش في القرن الثامن عشر ميلادي في الفترة ما بين 3 آذار/مارس 1709 إلى 7 آب/أغسطس 1782. ولد في مدينة برلين، والتي كانت وقتها عاصمة مرغريفية براندنبورغ، وتوفي فيها.
كان مارغراف رائداً في مجال الكيمياء التحليلية، وكان أول من تمكن من عزل عنصر الزنك سنة 1746 وذلك بتسخين الكالامين (مزيج من أكسيدي الزنك والحديد) مع الفحم (الكربون) مما مكنه من عزل الزنك، وقام بتدوين ذلك.
أعلن مارغراف سنة 1747 اكتشاف وجود السكر في الشمندر وصمم طريقة باستخدام الكحول لاستخلاصه. قام طالبه فرانس كارل أخارد بتطوير طريقة أكثر اقتصادية لاستخلاص السكر فيما بعد.

## اقرأ أيضاً
- فرانس كارل أخارد

## روابط خارجية
- أندرياس سيغيسموند مارغراف على موقع الموسوعة البريطانية (الإنجليزية)